# 巴渝舞
巴渝舞，中國傳統樂曲與舞蹈，屬於夷樂，起源於古代巴蜀地方的賨人，是一種手執戈與盾的武樂，於漢朝時成為貴族宴會時的雜樂，也會在宗廟祭祀時表演。曹魏時改稱昭武舞，晉朝稱宣武舞，至梁朝時恢復古稱。隋文帝時，巴渝舞不被列為宗廟祭時的正式雅樂，至唐朝時尚存在。

## 歷史
巴渝舞起源於古代巴人，相傳在武王伐紂時，巴人曾經為周武王表演。在漢高祖為漢王時，賨人為其下屬軍隊，漢高祖因而引入漢朝宮廷，因賨人居於渝水，故稱巴渝舞。
自漢朝起，巴渝舞為宮廟祭祀雅樂中武樂的一部份，流傳有舞辭四篇。因內容難解，在曹魏時由王粲改寫。